# Euchromius gozmanyi
Euchromius gozmanyi là một loài bướm đêm trong họ Crambidae.